# De Homine Urbano
Homine Urbano er en LP med det danske Rock – band Ache. LP'en består af studieindspilninger af den musik, Bandet komponerede i sommeren 1969 til balletten Homo, instrueret af Peter Schaufuss og opført på Det Kongelige Teater med premiere 4. januar 1970, samt en anden, sammenhængende komposition, Little Things som også blev benyttet i en ballet af Schaufuss, opført på Det Ny Teater.
Lp'en er genudgivet i CD boxsettet Dansk Rock Historie 1965-1978, box 2 (lilla box) 
Pladen indeholder blot de to numre:
- De Homine Urbano 18:46
- Little Things 19:13